# Campane del duomo di Colonia

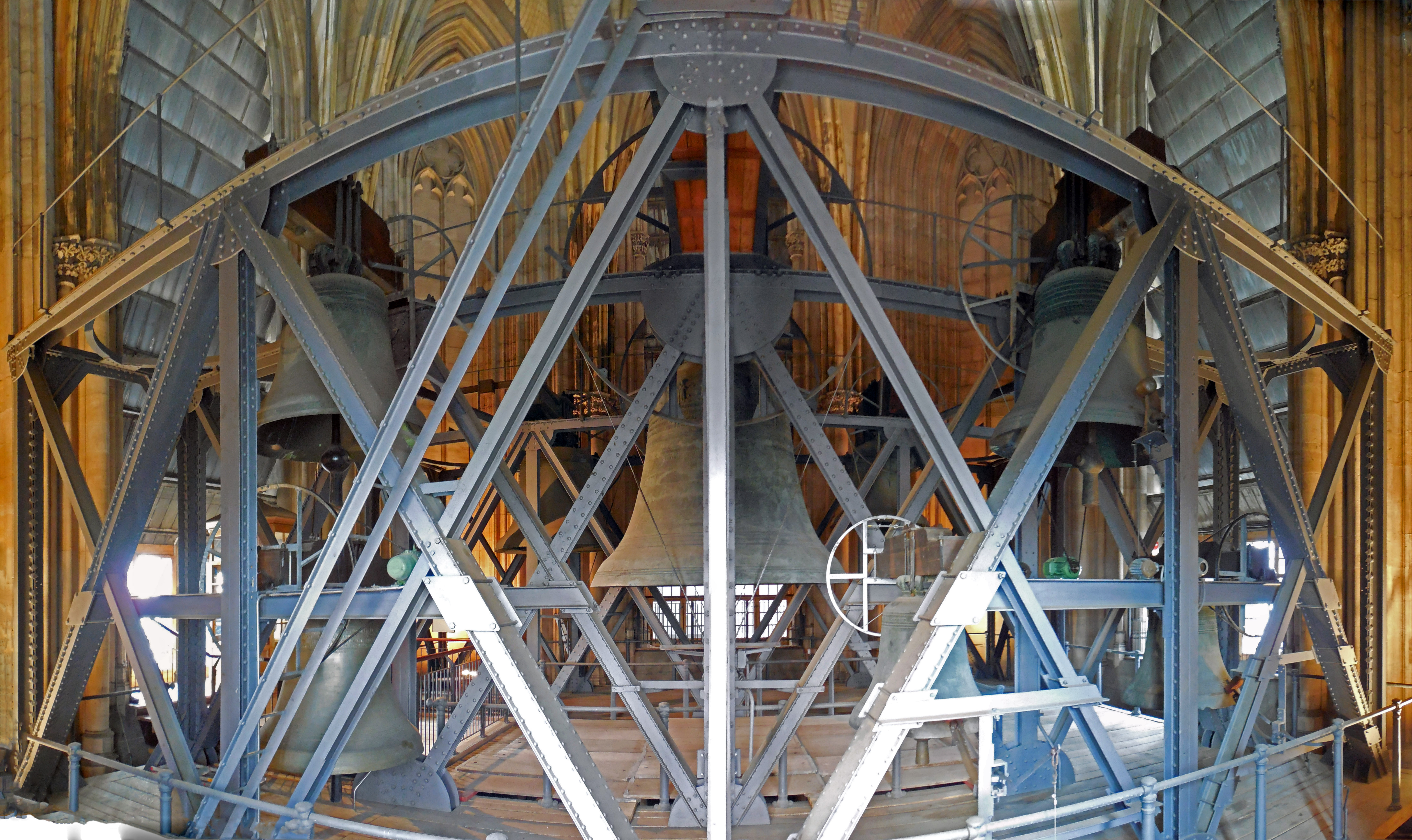
Le campane della Torre Sud, fotografate da sud.

Le campane del duomo di Colonia sono uno degli insiemi di campane tra i più significativi da un punto di vista storico, la particolarità risiede nella composizione di dodici campane molto caratteristiche.
La base portante delle campane della cattedrale è la campana di San Pietro, fusa nel 1923 e del peso di circa 24 tonnellate; è una delle campane oscillanti più grandi del mondo. Ha preso il posto della Kaiserglocke (campana imperiale) risalente al 1874 e smantellata nel 1918.

## Campane principali della torre sud
Le campane principali si trovano nella torre sud del duomo. Comprendono 8 campane appese su una struttura in acciaio divisa in tre sezioni. Nella sezione centrale si trova la campana di Pietro del 1923, che gli abitanti di Colonia chiamano affettuosamente Der decke Pitter (cioè il grasso Pietro). Le due grandi campane tardomedievali (la Pretiosa del 1448 e la Speciosa del 1449) sono appese una dietro l'altra nella sezione settentrionale. Le restanti cinque campane sono appese una dietro l'altra nella sezione meridionale. Nella metà superiore pendono le due campane della fine dell'Ottocento (Campana dell'Epifania e Campana dell'Orsola), nella metà inferiore le tre campanelle (Campana di Giuseppe, Campana del Capitolo e Campana dell'Ave). Tutte le campane sono azionate elettricamente, quella di San Pietro da due motori.

### Dati tecnici
| NO. | Cognome                        | anno di fusione | fonderia, luogo di fusione                                              | Diametro (mm, circa) | Massa (kg, circa) | Nota | Predecessori                         | Audio |
| --- | ------------------------------ | --------------- | ----------------------------------------------------------------------- | -------------------- | ----------------- | ---- | ------------------------------------ | ----- |
| 1   | Petersglocke o (Dicker Pitter) | 1923            | K. Richard Heinrich Ulrich, Apolda                                      | 3.220                | 24.000            | DO2  | Kaiserglocke (1874)                  |       |
| 2   | Pretiosa                       | 1448            | Heinrich Brodermann & Christian Cloit, Colonia                          | 2.400                | 10.500            | SOL2 | Pretiosa (nel 1360?, 1418?, 1437)    |       |
| 3   | Speciosa o (Marienglocke)      | 1449            | Johannes (Hoer[n]ken) de Vechel, Colonia                                | 2.030                | 5.600             | LA2  | ?                                    |       |
| 4   | Dreikönigenglocke              | 1880            | Carl Louis Hermann Große, Dresda                                        | 1.740                | 3.800             | SI2  | Dreikönigenglocke (1418, 1693, 1862) |       |
| 5   | Ursulaglocke                   | 1862            | Joseph Beduwe, Aquisgrana                                               | 1.600                | 2.550             | DO3  |                                      |       |
| 6   | Josephglocke                   | 1998            | Hans A. Mark & Cornelia Mark-Maas, Eifeler Glockengießerei, Brockscheid | 1.468                | 2.110             | RE3  | Josephglocke (1990)                  |       |
| 7   | Kapitelsglocke o (Karlsglocke) | 1911            | Karl (I) Otto, Bremen-Hemelingen                                        | 1.287                | 1.400             | MI3  | Brandglocke (1621)                   |       |
| 8   | Aveglocke                      | 1911            | Karl (I) Otto, Bremen-Hemelingen                                        | 1.080                | 780               | SOL3 |                                      |       |

### Immagini
| Immagine | NO. | Cognome                      | Iscrizione |
| -------- | --- | ---------------------------- | --- |
|          | 1   | Petersglocke (Dicker Pitter) | IM JAHRE 1922 NACH CHRISTI GEBURT ◊ 600 JAHRE NACH DER DOMWEIHE ◊ UNTER DER REGIERUNG DES PAPSTES PIUS XI ◊ DES ERZBISCHOFS KARL JOSEPH KARDINAL SCHULTE ◊ UNTER DER AMTSFÜHRUNG DES DOMPROPSTES ARNOLD MIDDENDORF ◊ DES DOMDECHANTEN UND WEIHBISCHOFS PETRUS LAUSBERG ◊ DER DOMKAPITULARE WINAND BLANK ◊ ARNOLD STEFFENS ◊ JOSEPH ROMUNDE ◊ KARL COHEN ◊ JOSEPH VOGT ◊ ADOLF OTT ◊ FRIEDRICH GRAF SPEE ◊ OTTO PASCHEN ◊ CHRISTIAN BERRENRATH ◊ JOSEPH STOFFELS ◊ WURDE ICH ZU APOLDA VOM MEISTER HEINR. ULRICH GEGOSSEN ◊ DIE MITTEL GABEN DAS DEUTSCHE REICH ◊ DER PREUSSISCHE STAAT UND VATERLÄNDISCH GESINNTE BÜRGER KÖLNS |
|          | 2   | Pretiosa                     | INSIGNIS STATUS ECCLESIE PROVIDUS SENATUS * CONCILII SANCTE PARILES UOTIS CIUITATIS * HUIUS CUM RELIQUIS GEMINI SEXUS DEO NOTIS * DENUO CONFLARI DANT ME SIMUL ET REOUARI * SUM[M]E CHRISTIFERE PETRI REGUM SUB HONORE * ◊ * ◊ * ◊ * CANTUM REDDO CHORIS UETITUM PRO SINGULIS HORIS * TERQ REFORMATA QUATRO PRECIOSA UOCATA * MILLE QUADRINGENTIS QUADRAGENIS OCTO DONATIS * DUM SONO TRISTATUR DEMON XPS UENERATUR * BRODERMAN HEINRICH CLOIT CHRISTIAN HANT GEMACHET MICH * ◊ * (L'eccellente stato della Chiesa e il prudente Senato, unendosi ai desideri del consiglio di questa santa città, insieme al resto di questi due stati, che Dio distingue, mi fecero essere gettato e rinnovato di nuovo in onore di Cristo -portatore, Pietro e i Magi. Ad ogni ora restituisco il canto, che tre volte fu impedito, alla quarta lodato come “prezioso”. Il diavolo si rattrista quando suono, ma Cristo è adorato Cloit mi ha creato.) |
|          | 3   | Speciosa                     | SUM GRANDIS SONOROSE SOROR TESTIS MICHI FACTOR * CUIUS HEROS FANI DECOR ET RESONANTIA TONI * ◊ * MOUIT QUOD FIERI DANT ME SUB HONORE PATRONI * ◊ * UT SOCIEM SOCIAM REDDENDO TONIS MELODIAM * PELLO NIMBOSA UOCOR IDCIRCO SPECIOSA * ANNIS GERMANE SEMEL I IUNCTUM MICHI PLA NE * ◊ *IOHANNES DE VECHEL* (Io sono, come mi testimonia il Creatore, sorella del grande e ricco di suono, il cui ornamento e armonia di suono fecero sì che i Signori della Chiesa mi facessero scagliare, alla gloria di Cristo, affinché io, associata col compagno, sapesse armonizzare i suoni. Per questo mi chiamo la bella e scaccio le nubi tempestose Una cosa ha aggiunto agli anni di mia sorella.) |
|          | 4   | Dreikönigenglocke            | AVE MARIA GRATIA PLENA DOMINVS TECVM BENEDICTA TV IN MVLIERIBVS ET BENEDICTVS FRVCTVS VENTRIS TVI IESVS ◊ CVIVS INCVNABVLA CASPAR MELCHIOR BALTHASAR STELLA FVCE VENERATI SVNT. PETRVS FILIVM DIE VIVI PROFESSVS EST. ◊ FVSA A. MCCCCXVIII DISRVPTA PROCVRANTE HENRICO MERING PR(es)B(iter) O CANONICO MAGISTRO FABRICAE PER IOANNEM BOVRLET REFVSA A. MDCXXXXIII. ◊ PRAECLARIS REGIBVS SVM DICATA TVRRIBVS PERFECTIS RENOVATA DISRUPTA DENUO ET SUMPTIBUS FABRICAE METROPOLITANAE PER JOSEPHUM BEDUWE AQUISGRANI REFUSA A : MDCCCLXII. SUMPTIBUS FABRICAE ECCLESIAE METROPOLITANAE I. G. GROSSE DRESDENAE ME REFUDIT A. D. MDCCCLXXX. IOSEPH CLEMENS ARCHIE COLL S. R. I. PN EL V. TR BAV DVX. METALLVM SVPPLEVIT (Ave, Maria, piena di grazia, il Signore è con te, benedetta sei tu fra le donne, e benedetto è il frutto del tuo seno, Gesù, che nelle sembianze del bambino Gaspare, Melchiorre e Baldassarre, guidato dalla stella, venerato e che Pietro proclamò pubblicamente figlio del Dio vivente Fuso nel 1418, spezzato e rifuso da Johann Bourlet su iniziativa del sacerdote-canonico e custode Heinrich Mering nel 1693. Sono consacrato ai re esaltati e dopo il completamento. delle Torri rinnovate.)                        |
|          | 5   | Ursulaglocke                 | ECCLESIAE METROPOLITANAE NAVI PERFECTA AD CIENDUM PLENIOREM CAMPANARUM CONCENTUM FABRICAE SUMPTIBUS FUSA ET SANCTAE URSULAE CIVITATIS COLONIENSIS PATRONAE DEDICATA ANNO MDCCCLXII. JOHANNES S. R. E. CARDINALIS DE GEISSEL ARCHIEPISCOPUS COLONIENSIS. JOS. BEDUWE AQUISGRANENSIS ME FUDIT (Dopo che fu completata la navata della Chiesa Metropolitana, per ottenere una più piena armonia delle campane, fui fusa a spese della fabbrica e consacrata a Sant'Orsola, patrona della città di Colonia, nel 1862.) |
|          | 6   | Josephglocke                 | MIssVs est angelLVs gabrieL a Deo In civItatem nazareth ad VIrgInem desponsatam VIro CVI nomen erat Ioseph de domo daVId et nomen VIgInIs MarIa et IngressVs angelLVs ad eam diXIt aVe gratIa plena domInVs teCVm (L'angelo Gabriele fu mandato da Dio nella città di Nazareth ad una vergine che era fidanzata con un uomo chiamato Giuseppe, della casa di Davide, e il nome della vergine era Maria. E l'angelo si avvicinò a lei e disse: "Salve , tu benedetto, il Signore è con te.") In onore di San Giuseppe e in memoria del cardinale Joseph Frings e del cardinale Joseph Höffner, donato dalla Società dei cittadini di Colonia nel 1863 e fuso da Hans August e Cornelia Charlotte Mark in Brockscheid. |
|          | 7   | Kapitelsglocke               | FELIX FAVSTAQVE COLONIA QVAE IESV CHRISTO DEI FILIO IN EVCHARISTIA LATENTI CATHOLICI ORBIS LAVDES OBTVLISTI (1911) FUSA SUM ANTONIO CARD: FISCHER IN COLONIENSI S. MATERNI CATHEDRA SEDENTE. CAROLO BERLAGE PRAEPOSITURAE CAPITULI METROP. V IUSTRA FELICITER COMPLENTE. JOSEPHO MUELLER EPO. TIT. SAREPT. ET SUFFR. COLON. DECANI MUNERE FUNGENTE, DUM ESSENT CANONICI: ALEXANDER SCHNÜTGEN. CAROLUS KREUTZWALD. CAROLUS HESPERS. HENRICUS LUDWIGS. WINANDUS BLANK. FRANCISKUS DUESTERWALD. ARNOLDUS STEFFENS. JOHANNES WEINAND. JOSEPHUS ROMUNDE. CAROLUS COHEN. (Buona Colonia, hai fatto conoscere la lode del mondo cattolico al Figlio di Dio, Gesù Cristo, nascosto nell'ostia. Sono stato scelto quando il cardinale Antonius Fischer ricopriva la cattedra di San Materno a Colonia, Karl Berlage in ufficio di prevosto Dopo che il Capitolo metropolitano ebbe compiuto con successo cinque lustri, Joseph Müller fu vescovo titolare di Sarepta e, come vescovo ausiliare, decano della cattedrale di Colonia, mentre Alexander Schnütgen, Karl Kreutzwald, Karl Hespers, Heinrich Ludwigs, Winand Blank, Franziskus Düsterwald, Arnold Steffens, Johannes Weinand, Joseph Romunde e Karl Cohen furono capitolari della cattedrale.) |
|          | 8   | Aveglocke                    | EN. CELUM. MATRE. QUEM. TERRA. PARIT. SINE. PATRE. PANIS. MONSTRATUR. DEUS. EST. CARO. VIVA. LEVATUR (Ecco, o terra, che partorisci il cielo da madre senza padre, essa si mostra come pane, è Dio, ed è esaltata come carne viva.) |

## Le campane del coro nella guglietta sulla crociera
Nella guglietta situata sopra la crociera sono appese altre quattro campane più piccole dei secoli XIV, XVII e XVIII; formano le cosiddette campane del coro. Nel marzo 2023 vi è stata riappesa la campana più piccola, la campana Klara del 1621.

### Dati tecnici
| NO. | Cognome                         | Anno di fusione  | Fonderia, luogo di fusione | Diametro (mm, circa) | Massa (kg, circa) | Nota | Audio |
| --- | ------------------------------- | ---------------- | -------------------------- | -------------------- | ----------------- | ---- | ----- |
| 9   | Angelusglocke (ex. Aveglocke)   | Circa XIV ecolo  | sconosciuto                | 1.047                | 762               | LA♭3 |       |
| 10  | Mettglocke (ex. Kapitelsglocke) | 1719             | Antonius Cobelenz, Colonia | 0,788                | 280               | SI3  |       |
| 11  | Wandlungsglocke (ex. Uhrglocke) | Circa XIV secolo | sconosciuto                | 0,806                | 428               | MI4  |       |
| 12  | Klaraglocke (ex. Brandglocke)   | 1621             | sconosciuto                | 0,480                | 70                | SOL4 |       |

### Iscrizioni
| Immagine | NO. | Cognome                         | Iscrizione |
|          | 9   | Angelusglocke (ex. Aveglocke)   | † EN • CELVM • MATRE • QVEM • TERRA •PARIT • SINE •PATRE • PANIS • MONSTRATUR • DEVS • EST • CARO • VIVA • LEVATVR (Ecco, o terra, che partorisci il cielo da madre senza padre, essa si mostra come pane, è Dio, ed è esaltata come carne viva.) |
|          | 10  | Mettglocke (ex. Capitelsglocke) | HERR WILHELM HENRICH GOHR THUMBRHENT – MEISTER. ANTONIUS COBELENZ ME FECIT COLONIAE ANNO 1719 (Antonius Cobelenz mi creò a Colonia nel 1719.) |
|          | 11  | Wandlungsglocke (ex. Uhrglocke) | (senza iscrizione) |